# 南の国から来た手紙
「南の国から来た手紙」（みなみのくにからきたてがみ）は、小田茜の2枚目のシングル。NHK「みんなのうた」1992年12月 - 1993年1月の放送曲。
1993年2月1日に日本コロムビアより発売された。本項では、カップリング曲「夢のワールドスクウェア」（ゆめのワールドスクウェア）についても解説する。

## 解説
同年3月21日に発売されたミニアルバム「Message」にも収録。以後の歌手活動は無く、本曲が事実上最後のシングルとなっている。
2008年に発売されたコロムビアミュージックエンタテインメントの企画盤「アイドルミラクルバイブル増刊号 最初の2枚 〜デビュー&セカンド・シングルコレクション〜」にデビュー曲「あなたがいるからここにいる」と共に収録された。

### 夢のワールドスクウェア
カップリング曲。1993年4月24日に栃木県塩谷郡藤原町（現・日光市）で開園したミニチュアパーク・東武ワールドスクウェアのテーマソング『東武ワールドスクウェア』のサビで歌われる施設名称（固有名詞）部分を、「夢の」「私の」といった抽象的な一般名詞に置き換え、先行発売したバージョンである。
同園のCMでもイメージキャラクターとして小田茜が起用され、『東武ワールドスクウェア』が歌われていた。歌詞中に英語・ドイツ語・フランス語・イタリア語の挨拶を織り込んでいるのが特徴。園内では当曲のタイトルが掲げられたシングルジャケット裏面を表面にして5年以上の間陳列されていたが、廃盤・在庫切れに伴い販売終了となっている。
また、東武グループ関係者のみに配布された『東武ワールドスクウェア』の非売品（企業PR用途の自主制作盤扱い）CDシングルが存在する。ジャケットデザインは「南の国から来た手紙」の裏面のものを表面に差し替え、タイトルを変更したもので日本コロムビアが発売元となっている。なお、原盤権は『東武ワールドスクウェア』と『夢のワールドスクウェア』は東宝ミュージックが有し、『夢のワールドスクウェア』に限ってレコード会社側（コロムビアソングス）も共同保有となっている（JASRAC登録情報より）。
曲自体は現在も引き続き、園内放送において使用されている。
2014年3月16日から、東武鬼怒川線鬼怒川温泉駅の特急発車時の発車メロディとして使用されているほか、2017年7月22日に開業した東武ワールドスクウェア駅でも発車メロディ（上下共に）以外に接近メロディ（上下共に）としても使用されている。

## 収録曲
1. 南の国から来た手紙 (3:59)
  - 作詞：たきのえいじ 作曲：岸正之 編曲：小西貴雄
2. 夢のワールドスクウェア (4:22)
  - 作詞：舞浜理 作曲：西尾嘉高 編曲：山中紀昌
3. 南の国から来た手紙（オリジナルカラオケ）
4. 夢のワールドスクウェア（オリジナルカラオケ）

### 東武ワールドスクウェア（非売品）
1. 東武ワールドスクウェア ※「夢のワールドスクウェア」の東武ワールドスクウェアバージョン
  - 作詞：舞濱治夢　作曲：西尾嘉高　編曲：山中紀昌
2. 微笑の楽園（東武ワールドスクウェア・オリジナルBGM）
3. 魔法の玉手箱（東武ワールドスクウェア・オリジナルBGM）
4. 東武ワールドスクウェア（オリジナルカラオケ）